# Gelson Fernandes
Gelson Fernandes, född 2 september 1986 i Praia i Kap Verde, är en schweizisk före detta fotbollsspelare som spelade som mittfältare. Han spelade mellan 2007 och 2018 för Schweiz landslag.

## Klubbkarriär
Fernandes flyttade till Manchester City från FC Sion 14 juli 2007 för en hemlig summa som tros ha legat på omkring sju miljoner euro. I och med flytten till Manchester sade tränaren Sven-Göran Eriksson att han tyckte att Fernandes var Schweiz bästa unga spelare.
Den 2 juni 2017 värvades Fernandes av Eintracht Frankfurt, där han skrev på ett tvåårskontrakt. I december 2018 förlängde han sitt kontrakt i klubben fram till 2020. I maj 2020 meddelade Fernandes att han skulle avsluta sin fotbollskarriär efter slutet på säsongen 2019/2020.

## Landslagskarriär
Fernandes kom med i Schweiz landslagstrupp för att spela mot Nederländerna 22 augusti 2007. Han startade matchen och spelade tills den 67:e minuten då han blev utbytt mot Benjamin Huggel. Schweiz vann med 2–1 efter att Tranquillo Barnetta gjorde båda målen för Schweiz.
I fotbolls-VM 2010 i Sydafrika avgjorde han första matchen i grupp H med sitt mål då Schweiz mötte och vann över blivande världsmästarna Spanien med 1–0.